# Koçaklar, Oğuzeli
Koçaklar là một xã thuộc huyện Oğuzeli, tỉnh Gaziantep, Thổ Nhĩ Kỳ. Dân số thời điểm năm 2011 là 80 người.